# Prionotalis africanellus
Prionotalis africanellus là một loài bướm đêm trong họ Crambidae.